# Maura McLaughlin
Maura McLaughlin est une astrophysicienne américaine. Elle est professeur d'astrophysique à l'université de Virginie-Occidentale à Morgantown. 
Elle est connue pour ses recherches sur les ondes gravitationnelles et pour son engagement dans le Pulsar Search Collaboratory. Elle est nommée membre de l'American Physical Society en 2021 et reçoit le prix Shaw d'astronomie en 2023 avec Matthew Bailes et Duncan Lorimer pour leur découverte des sursauts radio rapides (FRB).

## Biographie
McLaughlin naît et grandit à Oreland en Pennsylvanie. Elle termine ses études supérieures en astronomie et astrophysique à l'université d'État de Pennsylvanie en 1994. Elle soutient un doctorat en astronomie et sciences de l'espace à l'université Cornell en 2001.
En 2023, McLaughlin est professeur d'astronomie et de physique à l'université de Virginie-Occidentale.
McLaughlin est mariée à Duncan Lorimer, professeur de physique dans la même université, avec qui elle a trois enfants.

## Travaux
McLaughlin dirige le North American Nanohertz Observatory for Gravitational Waves (NANOGrav). L'équipe a été financée à l'origine par une bourse de 6,5 millions de dollars décernée par la Fondation nationale pour la science  dans le cadre du programme de partenariats pour la recherche et l'enseignement internationaux (PIRE) ; elle est à présent un centre frontière en physique de la NSF. McLaughlin a également joué un rôle fondamental dans la découverte du système à double pulsar et dans la découverte de plusieurs nouveaux pulsars. McLaughlin passe la plupart de son temps au Pulsar Search Collaboratory situé à Green Bank. Le Pulsar Search Collaboratory implique des élèves de lycée dans un effort commun avec l'Observatoire national de radioastronomie (NRAO) pour approfondir les informations et découvrir de nouveaux pulsars.
McLaughlin mène ses recherches sur les pulsars à l'aide des télescopes de l'observatoire de Green Bank et de l'observatoire d'Arecibo (Porto-Rico).

## Prix et distinctions
- Bourse d'études Cottrell
- Bourse Alfred P. Sloan
- Prix du programme PIRE[4]
- Membre de l'American Physical Society[2]
- Prix Shaw d'astronomie 2023, avec Matthew Bailes et Duncan Lorimer[3]